# Baetis estrelensis
Baetis estrelensis is een haft uit de familie Baetidae. De wetenschappelijke naam van de soort is voor het eerst geldig gepubliceerd in 1974 door Müller-Liebenau.
De soort komt voor in het Palearctisch gebied.